# フタル酸ジエチル
フタル酸ジエチル（フタルさんジエチル、英: Diethyl phthalate、略称DEP）は、化学式C12H14O4で表されるフタル酸エステルの一種。

## 用途
主な用途は合成樹脂可塑剤で、溶剤や香料の保留剤としても使用される。1996年から2001年にかけての日本での年間生産量は約700トンで推移している。

## 安全性
毒性はエチレングリコールと同程度で、フタル酸ジメチルよりは小さい。動物実験での半数致死量（LD50）は、いずれも経口投与の場合、ラット・モルモットで8,600mg/kg、マウスで6,172mg/kg、ウサギでは1,000mg/kgであった。ヒトに対しては皮膚炎や精子の運動阻害などが見られるが、発癌性は確認されていない。燃焼により有毒ガスを生じる。消防法に定める第4類危険物 第3石油類に該当する。